# Hans Weber (piłkarz)
Hans Weber (ur. 8 września 1934, zm. 10 lutego 1965) – piłkarz szwajcarski grający na pozycji pomocnika. W swojej karierze rozegrał 24 mecze w reprezentacji Szwajcarii i strzelił w nich 1 gola.

## Kariera klubowa
W swojej karierze piłkarskiej Weber występował w klubach Lausanne Sports i FC Basel. W 1963 roku wraz z Basel zdobył Puchar Szwajcarii. Zmarł w 1965 roku w trakcie trwania kariery sportowej będąc zawodnikiem FC Basel.

## Kariera reprezentacyjna
W reprezentacji Szwajcarii Weber zadebiutował 1 maja 1956 roku w przegranym 1:1 towarzyskim meczu z Saarą, rozegranym w Saarbrücken. W 1962 roku został powołany do kadry Szwajcarii na Mistrzostwa Świata w Chile. Na nich był rozegrał trzy spotkania: z Chile (1:3), z RFN (1:2) i z Włochami (0:3). W kadrze narodowej od 1956 do 1964 roku rozegrał 24 mecze i strzelił w nich 1 gola.